# 雲南大学
雲南大学（うんなんだいがく、英語: Yunnan University）は、中国雲南省昆明市五華区に本部を置く中国の公立大学。1922年創立、1922年大学設置。
大学の略称は雲大。2014年時点では、学校の面積は4551.84畝、建築面積は81.4万余平方メートル、生徒数約16330人、研究生14811人、教職員2870人。211工程、双一流の成員校として、国家重点大学である。

## 略歴
- 1922年12月8日、雲南大学の起源となる私立東陸大学を雲南省政府が設立。
- 1923年4月20日、雲南大学正式に開学。
- 1930年、「省立東陸大学」と改称。
- 1932年、雲南省立師範学院を吸収合併する。同年、文学院（政治経済系、法律系）・工学院（土木、冶金系）・教育学院設立。
- 1934年9月、「省立雲南大学」と改称。同年、文理学院（文学院、教育学院）・理工学院（工学院、理科学系）・医学専科設立。
- 1938年、「国立雲南大学」と改称。
- 1958年8月、雲南省政府が学校を接収し管理するようになる。
- 1978年、文化大革命終止、教学活動が再開。

## 基礎データ
- 所在地
  - 雲南省昆明市
- 校訓
  - 「自尊、致知、正義、力行」
- 校歌
  - 「雲南大学校歌」。作詞熊慶来・作曲趙元任。

## 組織
「学院」も「系」も日本の大学の学部にほぼ相当する。「学部」は「学院」と「系」の上の編成で、実体はなく、日本の「学部」とは位置付けが異なっている。
- 人文学院
- 経済学院
- 公共管理学院
- 法学院
- 外国語学院
- 体育学院
- 芸術と設計学院
- 農学院
- 滇池学院
- 物理科学技術学院
- 国際学院
- 生命科学学院
- 信息学院
- 軟件学院
- 留学生院
- 医学院
- 数学と統計学院
- 旅遊文化学院
- 工商管理と旅遊管理学院
- 資源環境と地球科学学院
- 城市建設と管理学院
- 化学科学と工程学院
- 職業と継続教育学院
- マルクス主義学院
- 外語教学部
- 生態と環境学院

## 附属機関

### 附属図書館
- 図書館 - 雲南大学蔵書数は全館合計で約330余万冊である。

2013年12月4日、日本の尾形武寿が1166冊の図書を寄贈した。

## 大学の人物一覧

### 教授
- 学長：方精雲
- 党委書記：林文勛
- 知名学者：張亜平（中国科学院副院長）、陳景（中国工程院院士）、陳国良（中国科学院院士）
- 外籍学者：伊藤清司、君島久子

### 歴代学長
| 任期                  | 名字   | 注 |
| --------------------- | ------ | -- |
| 1922年-1930年         | 董沢   |    |
| 1930年-1932年         | 華秀升 |    |
| 1932年-1937年         | 何瑶   |    |
| 1937年-1949年         | 熊慶来 |    |
| 1950年1月-1951年10月  | 秦瓚   |    |
| 1951年10月-1957年5月  | 周保中 |    |
| 1957年5月-1960年      | 李広田 |    |
| 1960年-1964年12月     | 高治国 |    |
| 1964年12月-1977年     | 胡泮生 |    |
| 1978年1月-1979年9月   | 劉披雲 |    |
| 1980年11月-1983年10月 | 趙季   |    |
| 1983年10月-1992年7月  | 楊光俊 |    |
| 1992年7月-1996年7月   | 王学仁 |    |
| 1996年7月-2001年2月   | 朱維華 |    |
| 2001年2月-2007年12月  | 呉松   |    |
| 2007年12月-2013年1月  | 何天淳 |    |
| 2013年4月-2019年4月   | 林文勛 |    |
| 2019年4月現在         | 方精雲 |    |

### 歴代書記
| 任期                 | 名字   | 注 |
| -------------------- | ------ | -- |
| 1952年4月-1952年10月 | 楊叔修 |    |
| 1952年10月-1953年3月 | 周璽   |    |
| 1953年3月-1953年6月  | 方仲伯 |    |
| 1956年3月-1960年1月  | 李書成 |    |
| 1960年1月-1964年12月 | 高治国 |    |
| 1964年12月-1977年    | 胡泮生 |    |
| 1978年1月-1979年9月  | 劉披雲 |    |
| 1980年11月-1982年6月 | 林亮   |    |
| 1983年10月-1987年2月 | 呉道源 |    |
| 1987年2月-1990年3月  | 王広憲 |    |
| 1990年3月-1996年6月  | 呉家仁 |    |
| 1996年6月-2004年9月  | 高発元 |    |
| 2004年9月-2007年12月 | 盧雲伍 |    |
| 2007年12月-2019年4月 | 劉紹懐 |    |
| 2019年4月現在        | 林文勛 |    |

### 卒業生

#### 科学者
- 馮景蘭
- 陳省身
- 馮友蘭
- 華羅庚
- 顧頡剛
- 金善宝
- 呂叔湘
- 彭桓武
- 秦仁昌
- 湯用彤
- 銭臨照
- 湯培松
- 呉晗
- 呉征鎰
- 徐仁
- 張青蓮
- 余徳浚
- 曽昭倫
- 呉中倫
- 趙忠堯
- 鄭万鈞
- 厳志達
- 袁見斉
- 郭令智
- 許傑
- 銭令希
- 孟憲民
- 馮興徳
- 殷之文
- 徐祖耀
- 戴永年
- 張国成
- 陳景
- 孫漢董
- 胡永康
- 厳済慈
- 陳達
- 周俊
- 張亜平
- 黄潤乾

#### 政治家
- 欧陽堅
- 陳舜
- 呉暁青
- 楊崇勇
- 龍志毅
- 王広憲
- 楊維駿
- 董治良
- 田成有
- 孟蘇鉄
- 程英萱
- 倪慧芳
- 牛紹堯
- 梁公卿
- 王義明
- 盧邦正
- 黄維彬
- 高暁宇
- 孟継堯
- 劉披雲
- 張祖林
- 劉東
- 熊清華
- 段躍慶
- 岳躍生
- 呉松
- 李小平
- 李文栄
- 解毅
- 何華
- 何金平
- 張紀域
- 黄建国
- 張耕
- 饒南湖
- 高勁松
- 任遠征
- 雷瑞
- 景絢
- 張笑春

#### 文芸界
- 傅聡
- 時佩璞
- 彭桂萼
- 熊汝霖
- 蘇升乾
- 趙浩如
- 胡廷武
- 呉文光
- 李家華
- 王藍
- 郝躍駿
- 肖文飛
- 陳錦
- 袁暁岑
- 施柳屹
- 董石才
- 楊徳雲
- 何真
- 李必雨
- 畢世鴻[4]
- 安東浩正

## 対外関係
- 韓国
  - 全北大学校
- ドイツ
  - オスナブリュック大学

### 日本における協定校
- 筑波大学
- 東京経済大学
- 武蔵野大学
- 大妻女子大学
- 大阪教育大学
- 愛知大学
- 三重大学
- 奈良先端科学技術大学院大学
- 吉備国際大学
- 大葉大学
- 加計学園グループ